# Katy Jurado
Maria Cristina Estella Marcella Jurado de Garcia (ur. 16 stycznia 1924 w Guadalajarze, zm. 5 lipca 2002 w Cuernavace) − meksykańska aktorka, uhonorowana Złotym Globem za drugoplanową rolę w westernie W samo południe. W 1955 roku została nominowana do Oscara w kategorii „Najlepsza aktorka drugoplanowa” w filmie Złamana lanca.
Ma swoją gwiazdę na Hollywood Walk of Fame przy 7065 Hollywood Boulevard.

## Filmografia
- 1952: W samo południe jako Helen Ramírez
- 1953: Arrowhead jako Nita
- 1954: Złamana lanca jako Señora Devereaux
- 1955: The Racers jako Maria
- 1956: Trapez jako Rosa
- 1958: Złoczyńcy jako Anita
- 1961: Dwa oblicza zemsty jako Maria Longworth
- 1961: Barabasz jako Sara
- 1968: Trzymaj się z daleka, Joe jako Annie Lightcloud
- 1973: Pat Garrett i Billy Kid jako pani Baker
- 1984: Pod wulkanem jako pani Gregoria
- 1998: Kraina Hi-Lo jako Meesa